# Thomas Daffner
Thomas Daffner (* 1. September 1971 in Landshut) ist ein ehemaliger deutscher Eishockeyspieler und derzeitiger -trainer, der unter anderem für den EV Landshut in der Bundesliga und die Kassel Huskies in der Deutschen Eishockey Liga (DEL) aktiv war. Der Stürmer nahm für die deutsche Nationalmannschaft an der Weltmeisterschaft 2001 statt.

## Karriere
Die Profikarriere von Thomas Daffner begann in der Saison 1990/91, als er von seinem Heimatverein EV Landshut erstmals in der ersten Mannschaft in der Bundesliga eingesetzt wurde. Ab der Saison 1991/92 spielte er regelmäßig. Da der Durchbruch jedoch ausblieb und auch eine halbe Saison beim ECD Sauerland keinen Erfolg brachte, entschied sich Daffner für einen Wechsel in die – zweitklassige – 1. Liga Süd zum Deggendorfer EC ab der Saison 1995/96. Erst dort wurde er mit 58 Scorerpunkten aus 47 Spielen erstmals zu einem Leistungsträger seines Teams. Von 1996 bis 2000 spielte er für den ERC Ingolstadt immer zweitklassig.
Erst im Jahr 2000 gelang ihm mit dem Wechsel zu den Kassel Huskies die Rückkehr in die höchste deutsche Spielklasse, die Deutsche Eishockey Liga (DEL). Mit 26 Punkten aus 59 Spielen wurde er nach dieser Saison von Bundestrainer Hans Zach in die deutsche Nationalmannschaft berufen, mit der er bei der Weltmeisterschaft 2001 in Deutschland den achten Platz belegte und in sieben Spielen zu vier Scorerpunkten kam. In den Folgejahren wurden seine Ergebnisse für die Kassel Huskies jedoch immer schlechter, weswegen er zur Saison 2004/05 zum EV Landshut in die 2. Bundesliga zurückkehrte. Bis 2008 gelangen ihm dort noch 104 Scorerpunkte in 193 Hauptrundenpartien.
Daffner beendete seine Karriere als Profispieler 2008 in Landshut. Ab der Saison 2008/09 spielte er jedoch in der fünftklassigen Landesliga für den EV Regensburg, wo er auch die Nachwuchsarbeit im Juniorenbereich übernahm. Durch den Aufstieg des EV Regensburg in die Oberliga Süd spielte Daffner auch wieder semiprofessionell. Nachdem sein Vertrag zum Ende der Saison 2011/12 nicht verlängert worden war, wechselte er zum EV Moosburg in die viertklassige Bayernliga. Ein Jahr später beendete er seine Karriere.
In den folgenden Jahren übernahm Daffner unterschiedliche Trainerämter im Nachwuchs des EV Landshut. Zwischen 2020 und 2023 war er etwa für das U20-Team in der Deutschen Nachwuchsliga (DNL) verantwortlich. Im Sommer 2023 wechselte er zu den Erding Gladiators, wo er zunächst auch im Nachwuchsbereich arbeitete, ehe er im Verlauf der Saison 2023/24 Felix Schütz als Cheftrainer der ersten Mannschaft aus der Bayernliga ablöste.

## Karrierestatistik

### International
Vertrat Deutschland bei:
- U20-Junioren-B-Weltmeisterschaft 1991
- Weltmeisterschaft 2001

(Legende zur Spielerstatistik: Sp oder GP = absolvierte Spiele; T oder G = erzielte Tore; V oder A = erzielte Assists; Pkt oder Pts = erzielte Scorerpunkte; SM oder PIM = erhaltene Strafminuten; +/− = Plus/Minus-Bilanz; PP = erzielte Überzahltore; SH = erzielte Unterzahltore; GW = erzielte Siegtore; 1 Play-downs/Relegation; Kursiv: Statistik nicht vollständig); 2außer Saison 1998/99; 3nur Saison 1998/99